# Arcidiocesi di Dar-es-Salaam
L'arcidiocesi di Dar-es-Salaam (in latino Archidioecesis Daressalaamensis) è una sede metropolitana della Chiesa cattolica in Tanzania. Nel 2025 contava 1.800.395 battezzati su 6.907.307 abitanti. È retta dall'arcivescovo Jude Thaddaeus Ruwa'ichi, O.F.M.Cap.

## Territorio
L'arcidiocesi comprende per intero la regione di Dar es Salaam e la parte centro-meridionale della regione di Pwani in Tanzania.
Sede arcivescovile è la città di Dar-es-Salaam, dove si trova la cattedrale di San Giuseppe.
Il territorio è suddiviso in 147 parrocchie.

## Storia
La prefettura apostolica di Zanguebar meridionale fu eretta il 16 novembre 1887 con il decreto Cum Africae orientalis della Congregazione di Propaganda Fide, ricavandone il territorio dal vicariato apostolico di Zanguebar (oggi arcidiocesi di Nairobi).
Il 15 settembre 1902 la prefettura apostolica fu elevata a vicariato apostolico con il breve Romani Pontifices di papa Leone XIII.
Il 10 agosto 1906 assunse il nome di vicariato apostolico di Dar-es-Salaam.
Il 12 novembre 1913 e il 3 marzo 1922 cedette porzioni del suo territorio a vantaggio dell'erezione rispettivamente delle prefetture apostoliche di Lindi (oggi arcidiocesi di Songea) e di Iringa (oggi diocesi).
Il 25 marzo 1953 il vicariato apostolico è stato elevato al rango di arcidiocesi metropolitana in forza della bolla Quemadmodum ad Nos di papa Pio XII.
Il 21 aprile 1964 ha ceduto un'altra porzione di territorio a vantaggio dell'erezione della diocesi di Mahenge.
Il 9 luglio dello stesso anno in forza del decreto Cum in territorio della Congregazione di Propaganda Fide ha ceduto il distretto di Liwale alla diocesi di Nachingwea (oggi diocesi di Lindi).
Il 7 marzo 2025 ha ceduto un'ulteriore porzione di territorio a vantaggio dell'erezione della diocesi di Bagamoyo.

## Cronotassi dei vescovi
Si omettono i periodi di sede vacante non superiori ai 2 anni o non storicamente accertati.
- Bonifatius (Magnus) Fleschutz, O.S.B. † (18 novembre 1887 - 29 gennaio 1891 deceduto)
  - Sede vacante (1891-1894)
- Maurus (Franz Xaver) Hartmann, O.S.B. † (1º luglio 1894 - 15 settembre 1902 dimesso)
- Cassian (Franz Anton) Spiß, O.S.B. † (15 settembre 1902 - 14 agosto 1905 deceduto)
- Thomas Spreiter, O.S.B. † (13 marzo 1906 - 24 novembre 1920 dimesso)
  - Sede vacante (1920-1923)
- Joseph Gabriel Zelger, O.F.M.Cap. † (15 febbraio 1923 - 5 luglio 1929 dimesso)
- Edgar Aristide Maranta, O.F.M.Cap. † (27 marzo 1930 - 19 dicembre 1968 dimesso[3])
- Laurean Rugambwa † (19 dicembre 1968 - 22 luglio 1992 ritirato)
- Polycarp Pengo (22 luglio 1992 succeduto - 15 agosto 2019 ritirato)
- Jude Thaddaeus Ruwa'ichi, O.F.M.Cap., succeduto il 15 agosto 2019

## Statistiche
L'arcidiocesi nell'anno 2025 su una popolazione di 6.907.307 persone contava 1.800.395 battezzati, corrispondenti al 26,1% del totale.
| anno | popolazione | popolazione | popolazione | presbiteri | presbiteri | presbiteri | presbiteri                | diaconi | religiosi | religiosi | parrocchie |
| anno | battezzati  | totale      | %           | numero     | secolari   | regolari   | battezzati per presbitero | diaconi | uomini    | donne     | parrocchie |
| ---- | ----------- | ----------- | ----------- | ---------- | ---------- | ---------- | ------------------------- | ------- | --------- | --------- | ---------- |
| 1950 | 46.850      | 500.000     | 9,4         | 51         | 4          | 47         | 918                       |         | 85        | 51        | 19         |
| 1969 | 48.000      | 764.861     | 6,3         | 44         | 5          | 39         | 1.090                     |         | 50        | 81        | 13         |
| 1980 | 200.000     | 1.385.000   | 14,4        | 41         | 6          | 35         | 4.878                     |         | 45        | 90        | 29         |
| 1990 | 439.900     | 1.432.000   | 30,7        | 48         | 13         | 35         | 9.164                     |         | 45        | 129       | 20         |
| 1999 | 554.578     | 3.217.067   | 17,2        | 99         | 27         | 72         | 5.601                     |         | 99        | 229       | 33         |
| 2000 | 869.340     | 4.187.564   | 20,8        | 112        | 31         | 81         | 7.761                     |         | 115       | 242       | 36         |
| 2001 | 900.500     | 4.500.000   | 20,0        | 125        | 30         | 95         | 7.204                     |         | 129       | 292       | 38         |
| 2002 | 1.300.500   | 4.500.000   | 28,9        | 131        | 36         | 95         | 9.927                     |         | 130       | 303       | 41         |
| 2003 | 1.000.500   | 4.600.000   | 21,8        | 129        | 32         | 97         | 7.755                     |         | 134       | 322       | 41         |
| 2004 | 1.416.400   | 4.720.600   | 30,0        | 129        | 32         | 97         | 10.979                    |         | 135       | 321       | 44         |
| 2006 | 1.430.000   | 4.800.000   | 29,8        | 187        | 47         | 140        | 7.647                     |         | 261       | 458       | 50         |
| 2013 | 1.718.000   | 5.661.000   | 30,3        | 348        | 91         | 257        | 4.936                     |         | 368       | 550       | 75         |
| 2016 | 1.720.108   | 5.782.472   | 29,7        | 302        | 91         | 211        | 5.695                     |         | 264       | 645       | 89         |
| 2019 | 1.788.542   | 6.200.000   | 28,8        | 302        | 99         | 203        | 5.922                     |         | 267       | 690       | 114        |
| 2021 | 1.801.500   | 6.350.000   | 28,4        | 326        | 113        | 213        | 5.526                     |         | 287       | 683       | 124        |
| 2023 | 1.850.000   | 7.087.307   | 26,1        | 371        | 123        | 248        | 4.986                     |         | 291       | 927       | 147        |
| 2025 | 1.800.395   | 6.907.307   | 26,1        | 365        | 110        | 255        | 4.932                     |         | ?         | ?         | 147        |